# Agrotera fumosa
Agrotera fumosa là một loài bướm đêm trong họ Crambidae.